# Hangest-en-Santerre
Hangest-en-Santerre és un municipi francès situat al departament del Somme i a la regió dels Alts de França. L'any 2007 tenia 995 habitants.

## Demografia

### Població

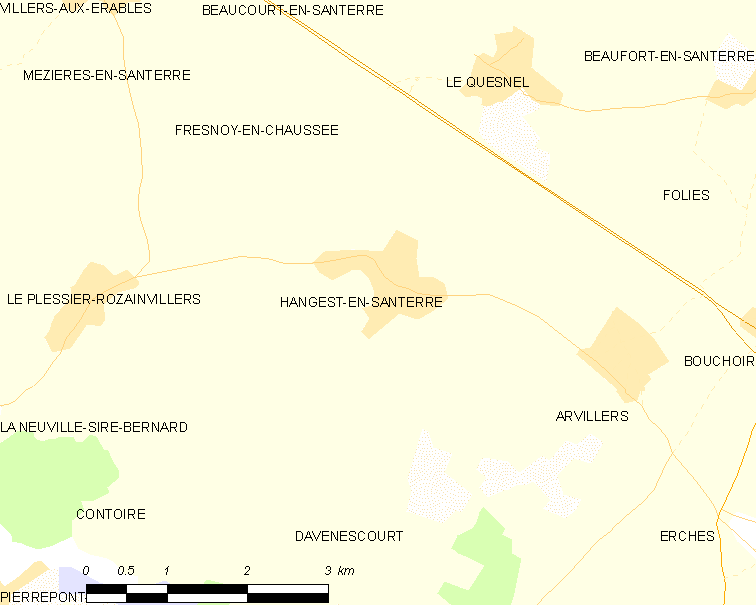

El 2007 la població de fet de Hangest-en-Santerre era de 995 persones. Hi havia 367 famílies de les quals 85 eren unipersonals (35 homes vivint sols i 50 dones vivint soles), 89 parelles sense fills, 166 parelles amb fills i 27 famílies monoparentals amb fills.

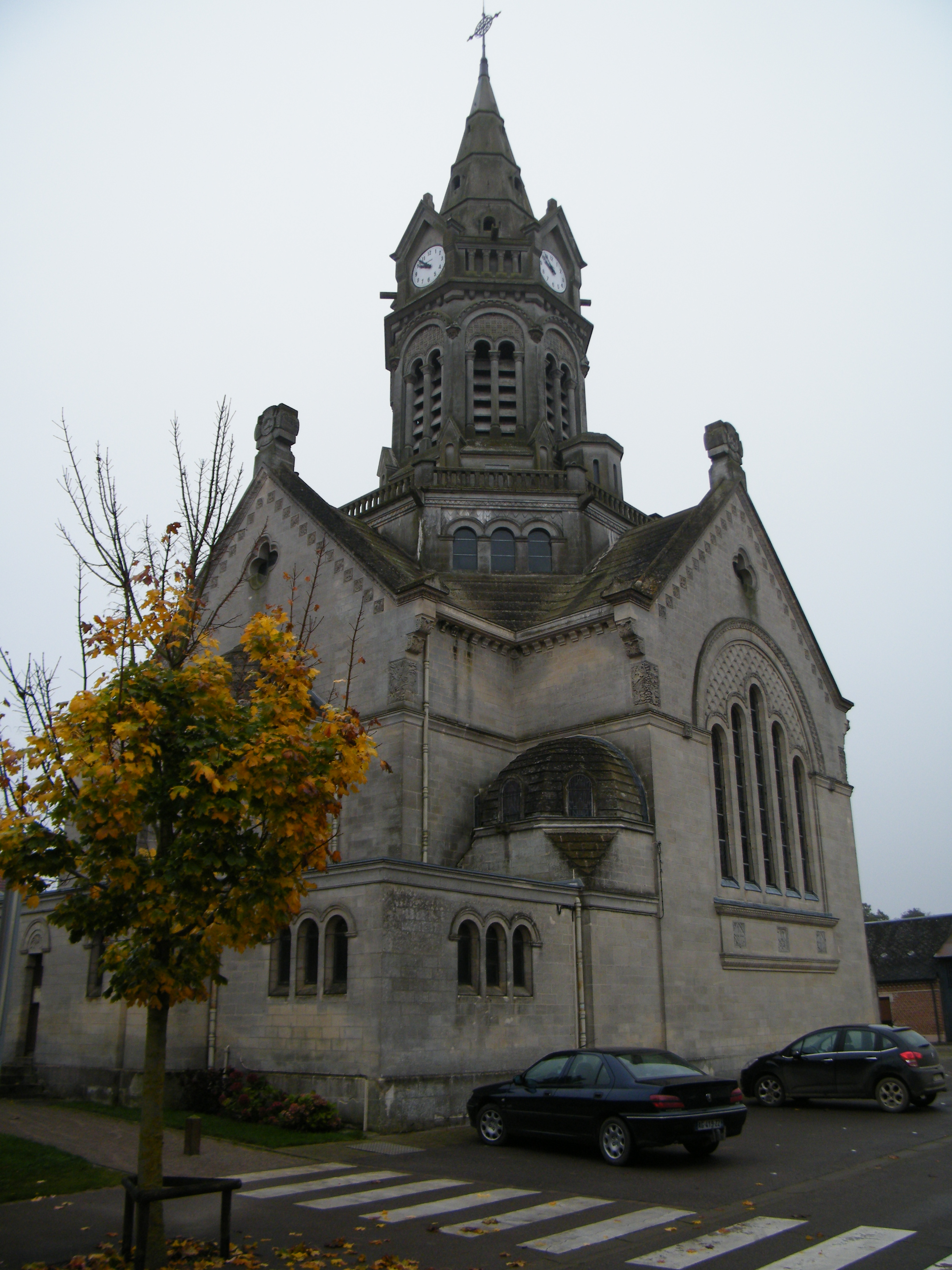

La població ha evolucionat segons el següent gràfic:
Habitants censats

### Habitatges
El 2007 hi havia 422 habitatges, 372 eren l'habitatge principal de la família, 30 eren segones residències i 20 estaven desocupats. 414 eren cases i 9 eren apartaments. Dels 372 habitatges principals, 312 estaven ocupats pels seus propietaris, 57 estaven llogats i ocupats pels llogaters i 3 estaven cedits a títol gratuït; 15 tenien dues cambres, 44 en tenien tres, 101 en tenien quatre i 212 en tenien cinc o més. 251 habitatges disposaven pel capbaix d'una plaça de pàrquing. A 142 habitatges hi havia un automòbil i a 187 n'hi havia dos o més.

### Piràmide de població

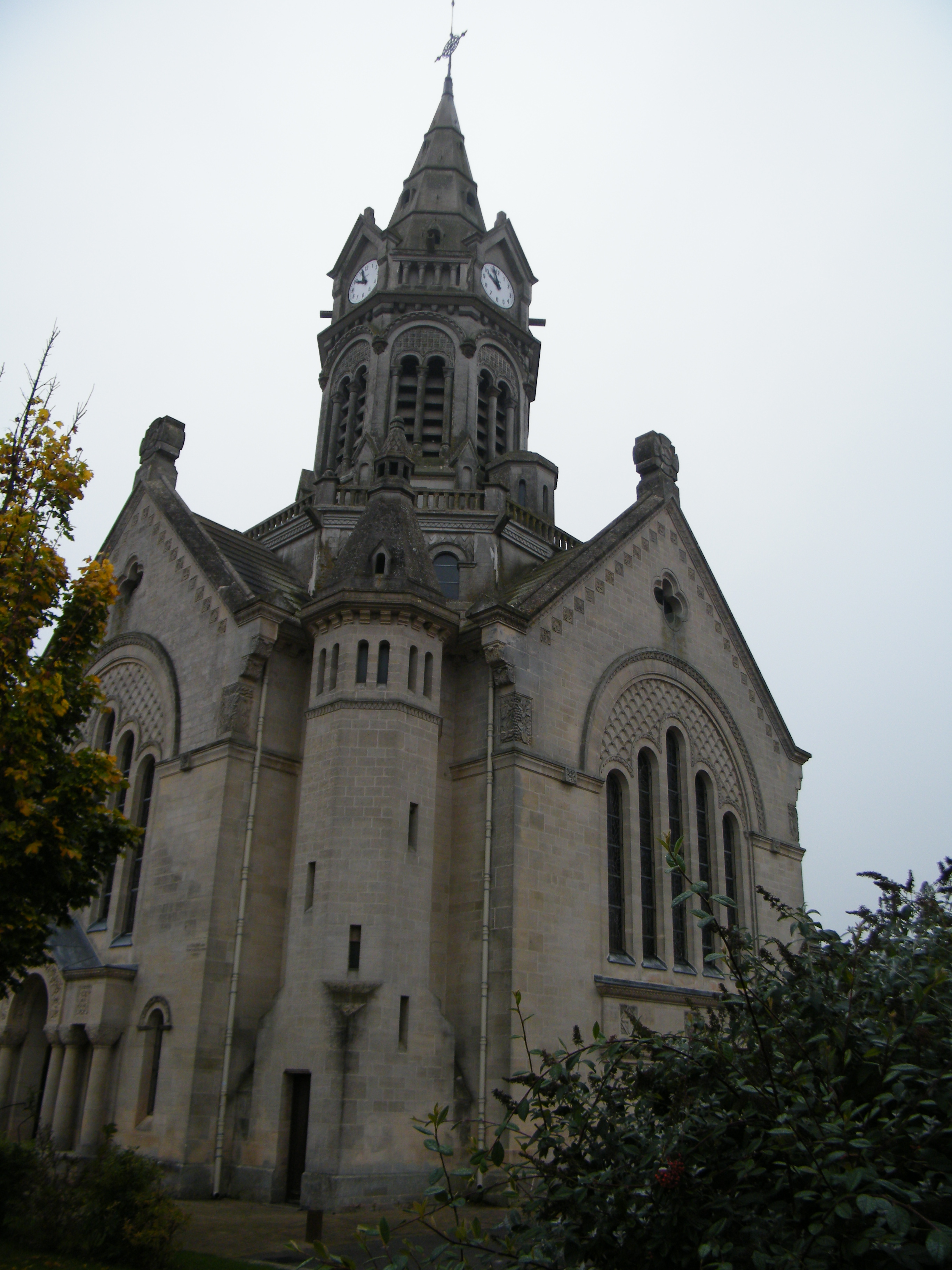

La piràmide de població per edats i sexe el 2009 era:
| Homes | Edats   | Dones |
| ----- | ------- | ----- |
| 0     | 95 o +  | 0     |
| 4     | 90 a 94 | 8     |
| 8     | 85 a 89 | 12    |
| 4     | 80 a 84 | 4     |
| 4     | 75 a 79 | 12    |
| 12    | 70 a 74 | 20    |
| 12    | 65 a 69 | 16    |
| 36    | 60 a 64 | 36    |
| 16    | 55 a 59 | 8     |
| 24    | 50 a 54 | 20    |
| 20    | 45 a 49 | 16    |
| 32    | 40 a 44 | 24    |
| 36    | 35 a 39 | 56    |
| 20    | 30 a 34 | 28    |
| 36    | 25 a 29 | 28    |
| 8     | 20 a 24 | 16    |
| 32    | 15 a 19 | 44    |
| 48    | 10 a 14 | 44    |
| 32    | 5 a 9   | 40    |
| 24    | 0 a 4   | 20    |

## Economia

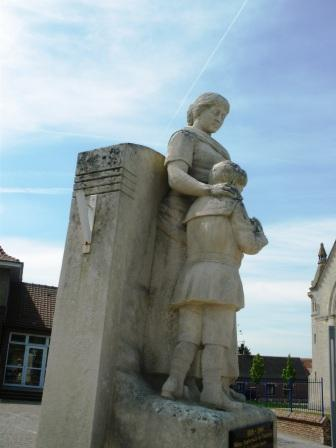

El 2007 la població en edat de treballar era de 614 persones, 466 eren actives i 148 eren inactives. De les 466 persones actives 430 estaven ocupades (233 homes i 197 dones) i 36 estaven aturades (21 homes i 15 dones). De les 148 persones inactives 51 estaven jubilades, 48 estaven estudiant i 49 estaven classificades com a «altres inactius».

### Ingressos

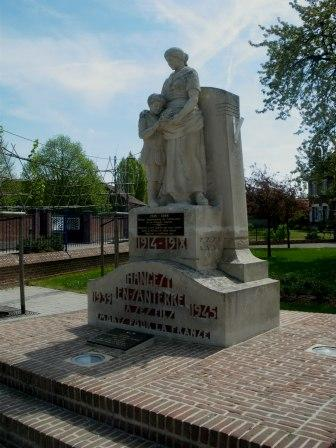

El 2009 a Hangest-en-Santerre hi havia 377 unitats fiscals que integraven 1.030 persones, la mediana anual d'ingressos fiscals per persona era de 17.944 €.

### Activitats econòmiques
Dels 32 establiments que hi havia el 2007, 2 eren d'empreses extractives, 1 d'una empresa alimentària, 1 d'una empresa de fabricació de material elèctric, 1 d'una empresa de fabricació d'altres productes industrials, 5 d'empreses de construcció, 8 d'empreses de comerç i reparació d'automòbils, 4 d'empreses de transport, 1 d'una empresa d'hostatgeria i restauració, 1 d'una empresa financera, 1 d'una empresa immobiliària, 2 d'empreses de serveis, 3 d'entitats de l'administració pública i 2 d'empreses classificades com a «altres activitats de serveis».
Dels 10 establiments de servei als particulars que hi havia el 2009, 1 era una oficina de correu, 1 taller de reparació d'automòbils i de material agrícola, 1 paleta, 2 guixaires pintors, 2 fusteries i 3 perruqueries.
Dels 2 establiments comercials que hi havia el 2009, 1 era una botiga de menys de 120 m² i 1 una fleca.
L'any 2000 a Hangest-en-Santerre hi havia 19 explotacions agrícoles que ocupaven un total de 1.568 hectàrees.

## Equipaments sanitaris i escolars
L'únic equipament sanitari que hi havia el 2009 era una farmàcia.

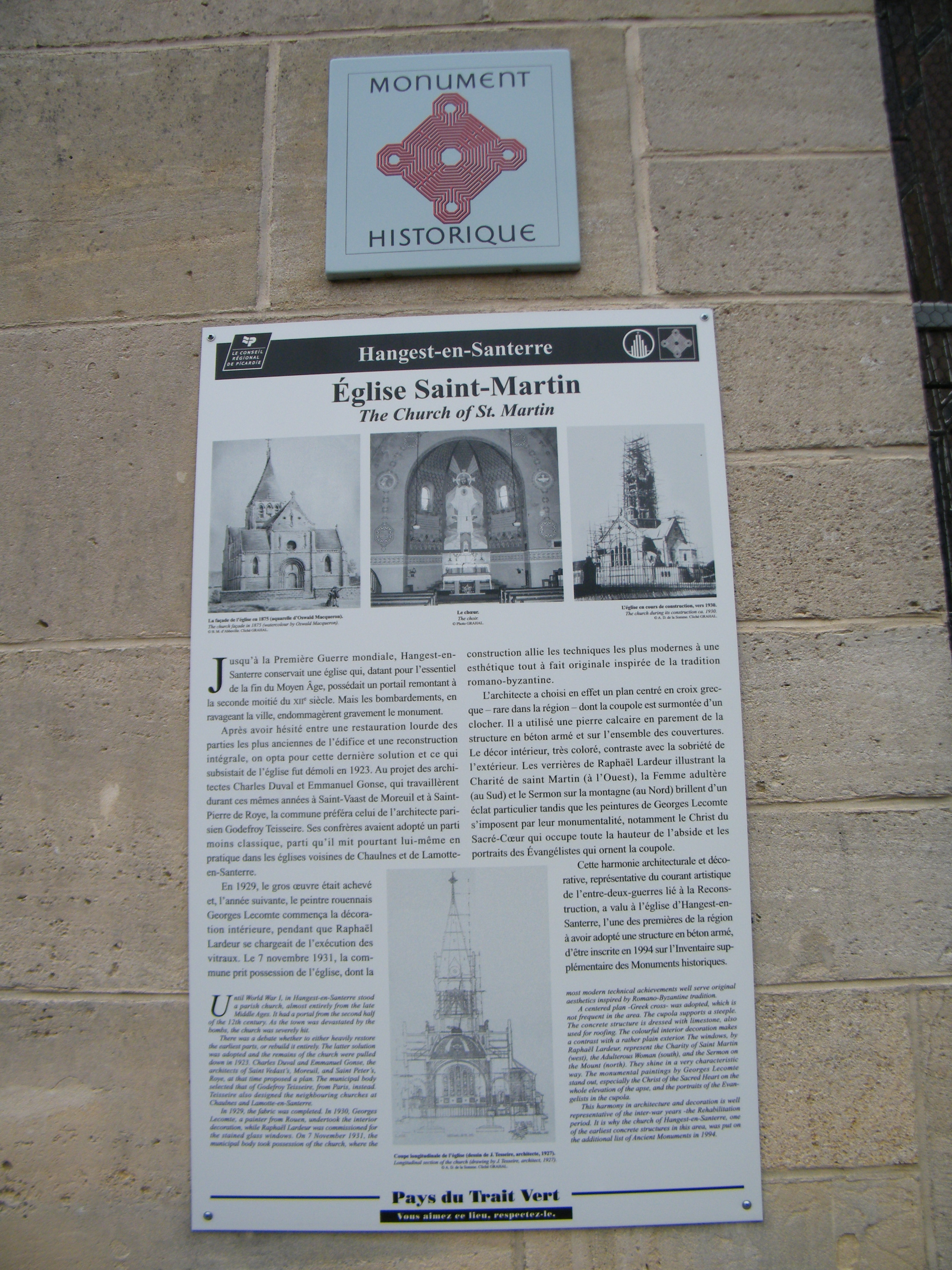

El 2009 hi havia una escola elemental.

## Poblacions més properes

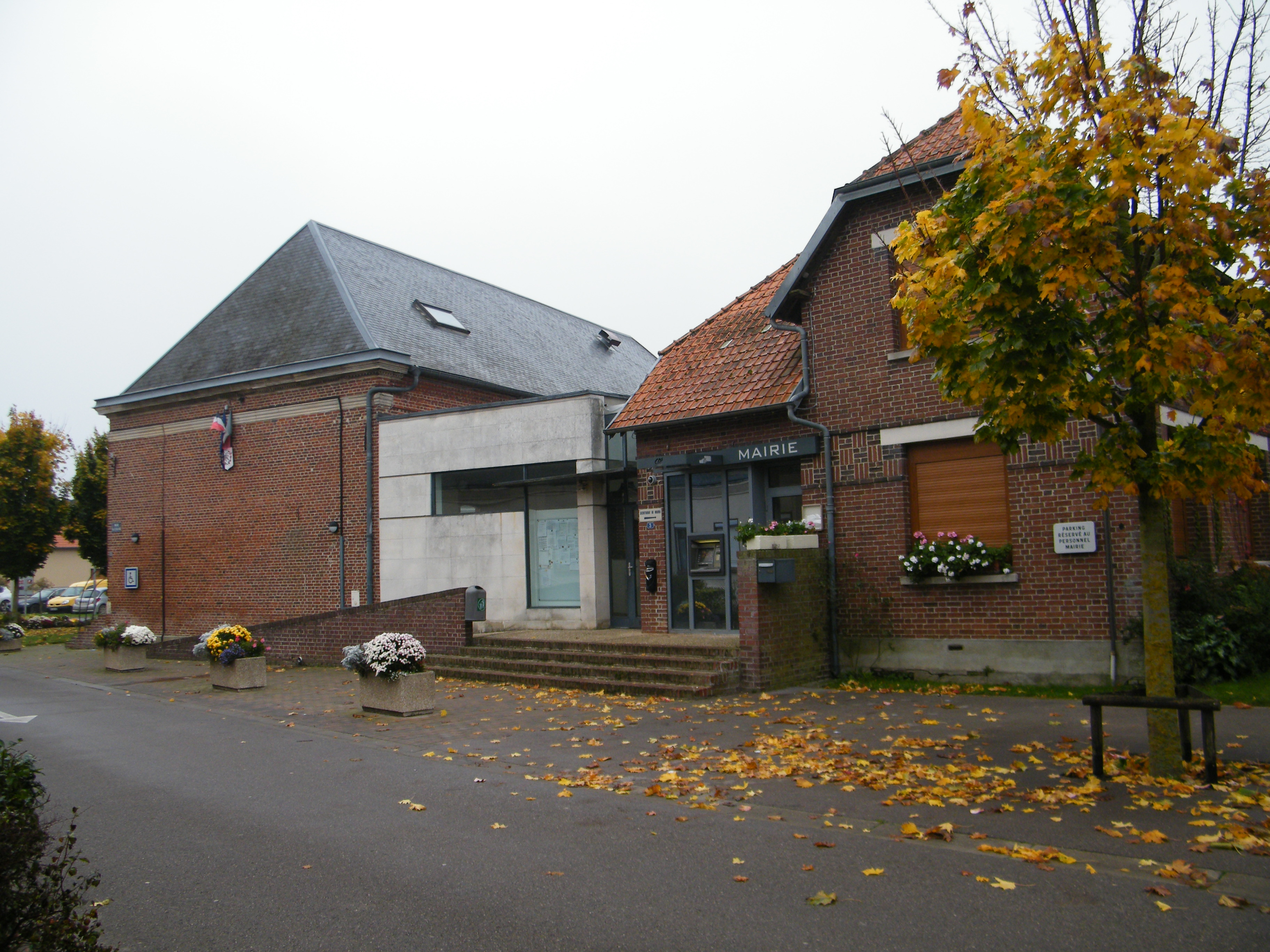

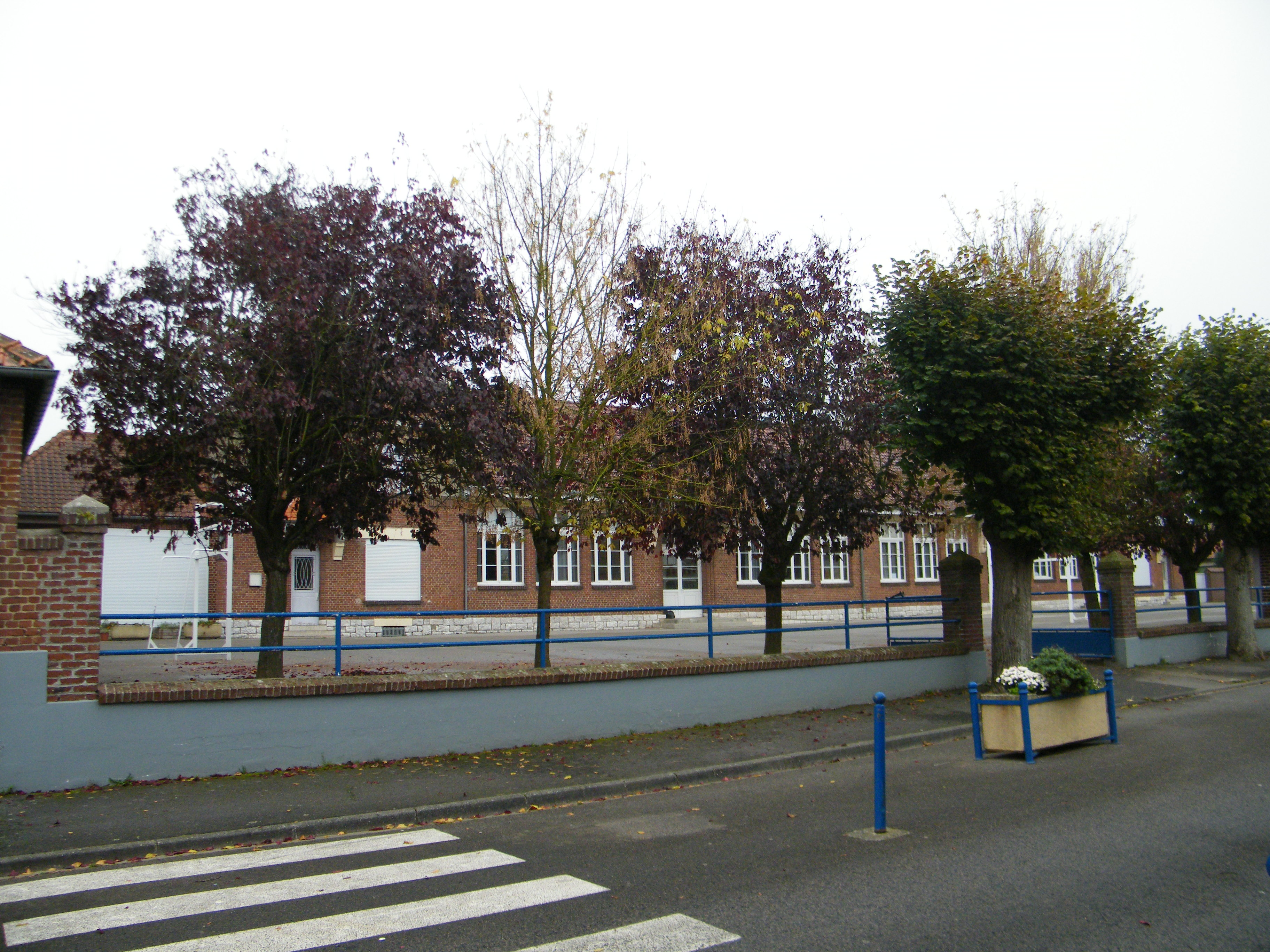

El següent diagrama mostra les poblacions més properes.